# ARHGDIB
ARHGDIB (англ. Rho GDP dissociation inhibitor beta) – білок, який кодується однойменним геном, розташованим у людей на короткому плечі 12-ї хромосоми.  Довжина поліпептидного ланцюга білка становить 201 амінокислот, а молекулярна маса — 22 988.
| 10         |  | 20         |  | 30         |  | 40         |  | 50         |
| ---------- |  | ---------- |  | ---------- |  | ---------- |  | ---------- |
| MTEKAPEPHV |  | EEDDDDELDS |  | KLNYKPPPQK |  | SLKELQEMDK |  | DDESLIKYKK |
| TLLGDGPVVT |  | DPKAPNVVVT |  | RLTLVCESAP |  | GPITMDLTGD |  | LEALKKETIV |
| LKEGSEYRVK |  | IHFKVNRDIV |  | SGLKYVQHTY |  | RTGVKVDKAT |  | FMVGSYGPRP |
| EEYEFLTPVE |  | EAPKGMLARG |  | TYHNKSFFTD |  | DDKQDHLSWE |  | WNLSIKKEWT |
| E          |  |            |  |            |  |            |  |            |

A: Аланін

C: Цистеїн

D: Аспарагінова кислота

E: Глутамінова кислота

F: Фенілаланін

G: Гліцин

H: Гістидин

I: Ізолейцин

K: Лізин

L: Лейцин

M: Метіонін

N: Аспарагін

P: Пролін

Q: Глутамін

R: Аргінін

S: Серин

T: Треонін

V: Валін

W: Триптофан

Кодований геном білок за функцією належить до активаторів гтфаз. 
Локалізований у цитоплазмі.